# Pierre de Barcelone (archevêque de Tyr)
Ne doit pas être confondu avec Pierre de Barcelone, supérieur intérimaire de l'ordre de Saint-Jean de Jérusalem.
Pierre de Barcelone, mort en 1164, était prieur église du Saint-Sépulcre de Jérusalem de 1144 à 1151 puis archevêque de Tyr de 1151 jusqu'à sa mort. 

## Biographie
Pierre naquit dans la noblesse de Barcelone. Il reçut une formation d'administrateur ecclésiastique. En 1120, il devint chanoine du Saint-Sépulcre et fut nommé sous-prieur par le prieur Guillaume de Messines. Guillaume fut élu patriarche latin de Jérusalem en 1130 et fut remplacé comme prieur par un autre Pierre. Pierre le Prieur et Pierre de Barcelone travaillèrent en étroite collaboration jusqu'en 1144, date à laquelle le prieur mourut et Pierre de Barcelone lui succéda.
En 1146, l'archevêché de Tyr devint vacant lorsque son archevêque, Foucher d'Angoulême, fut élu patriarche en remplacement de Guillaume de Messines, décédé en septembre 1145. La reine Mélisende insista pour que son chancelier Raoul l'Anglais soit installé comme nouvel archevêque, mais le candidat préféré de Foucher était Pierre. Foucher et le chapitre de la cathédrale firent appel au Saint-Siège. Entre-temps, Pierre poursuivit la mission de son prédécesseur homonyme, qui consistait à établir et à faire respecter les droits du Saint-Sépulcre, en obtenant du pape Eugène III deux bulles confirmant les privilèges fonciers et fiscaux et judiciaires des chanoines.
Le pape Eugène III se rangea du côté du patriarche Foucher dans le conflit de ce dernier avec la reine Mélisende au sujet du siège de Tyr, et en 1151 Pierre fut nommé archevêque de Tyr. Amaury de Nesle lui succéda comme prieur du Saint-Sépulcre.
Deuxième prélat le plus haut placé du royaume, Pierre fréquentait régulièrement la cour royale et accompagnait occasionnellement le roi lors de ses campagnes militaires. Il est possible que ce soit grâce aux conseils de Pierre au roi que Jérusalem reconnut Alexandre III comme pape après l'élection contestée de 1159. Pierre resta fidèle à ses convictions, aussi lorsque l'impérieux patriarche Foucher ordonna au prieur et aux chanoines du mont des Oliviers de marcher pieds nus dans Jérusalem en guise de pénitence publique, Pierre se joignit à eux et convainquit ses suffragants, les évêques Adam de Banias et Mainard de Beyrouth, d'en faire autant, exprimant ainsi sa désapprobation de la sentence. Pierre occupa ce poste pendant 13 ans.
Pierre est le seul archevêque de Tyr dont le futur archevêque et chroniqueur Guillaume de Tyr n'a pas été critique. Il le décrit ainsi comme :

« Un homme d'une innocence et d'une douceur de caractère remarquables. Il craignait Dieu et abhorrait le mal, et sa mémoire sera bénie par Dieu et par les hommes. Noble de naissance, il l'était encore plus par sa vie spirituelle. On pourrait écrire des volumes sur sa vie et son caractère. »